# Gaberje (Ajdovščina)
Gaberje falu Szlovéniában, a Goriška statisztikai régióban, a Vipava-völgyben. Közigazgatásilag Ajdovščinához tartozik. A települést az első írásos emlékek 1367-ben említik. a település nevét 1987-ben változtatták meg Gabrjéről Gaberjére.
A falu templomát Szent Márton tiszteletére emelték és a Koperi egyházmegyéhez  tartozik.

## Fordítás
- Ez a szócikk részben vagy egészben  a   Gaberje, Ajdovščina című angol Wikipédia-szócikk ezen változatának fordításán alapul.  Az eredeti cikk szerkesztőit annak laptörténete sorolja fel. Ez a jelzés csupán a megfogalmazás eredetét és a szerzői jogokat jelzi, nem szolgál a cikkben szereplő információk forrásmegjelöléseként.